# Pan de tres moños

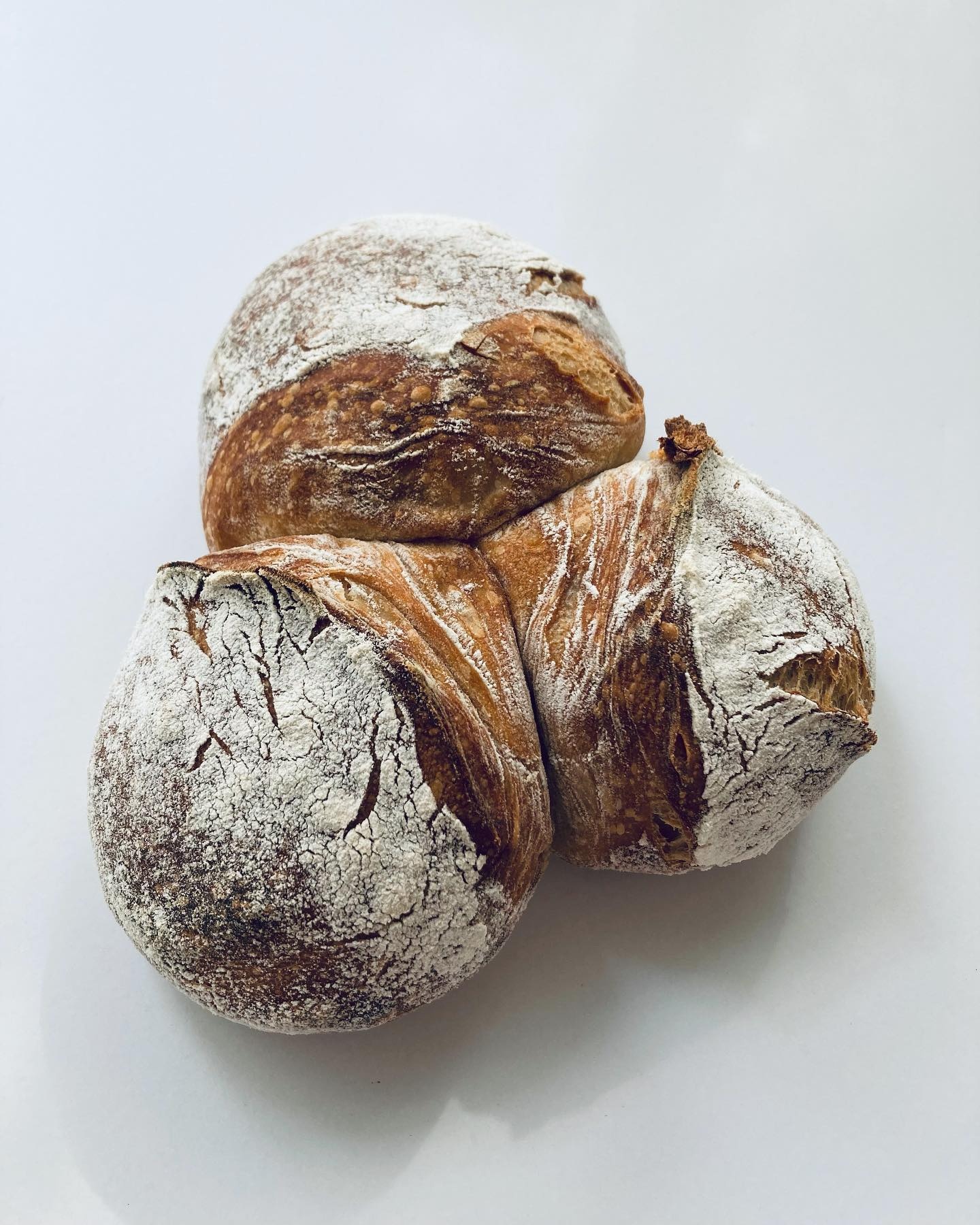
Pan de tres moños oscense

El pan de tres moños o pan de moños es un pan artesanal típico de la Hoya de Huesca, en Aragón (España). Tiene una curiosa forma que recuerda al trisquel, es decir, con tres lóbulos o tres «moños» unidos por el centro. Esto es gracias a un amasado artesanal que requiere de los antebrazos del panadero. Es una de las muchas variedades de pan en España que están en vías de desaparecer, ya que «el formado se ejecuta con los brazos y su mecanización es difícil».
Otros panes típicos de la tradición panadera oscense son el chusco, el farinoso o dobladillo, el empanadico o pastillo de calabaza y la torta de aceite.

## Elaboración
Contiene harina panificable (~W130), agua, masa madre, levadura y sal.  Se amasan los ingredientes y se forma una barra grande de pan. Entonces, se pliega por la mitad y el panadero, con ayuda de todo su antebrazo, aplasta y pliega la masa hasta formar sus tres lóbulos. Una vez boleada la masa, se deja fermentar boca abajo. Se le da la vuelta justo antes de meterse al horno, donde se abre definiendo los tres moños.
Aunque en la panadería moderna, el greñado (corte de la superficie del pan) es una técnica esencial, antiguamente no era tan común que los panaderos cortasen el pan, y en cambio buscaban otros métodos para obtener el mismo resultado: marcar la masa con unas llaves, o utilizar un trozo extra de masa (como es el caso del pan de cinta zaragozano) o bien simplemente con los codos (pa de colzes) o antebrazos.